# Свинцовая кайма
«Свинцовая кайма» — диагностический признак хронического отравления человека свинцом или его неорганическими соединениями. Внешне проявляется как лилово-серая или голубоватая полоса отложений сульфида свинца на границе зубов и дёсен. Относится к ранним симптомам с условной специфичностью, чаще всего наблюдается у передних зубов. При выраженных формах отравления организма может отсутствовать.